# Aljona Asjornaja
Aljona Asjornaja (russisch Алёна Азёрная, eigentlich: Елена Павловна Азёрная, Jelena Pawlowna Asjornaja; * 9. März 1966 in Swerdlowsk, Sowjetunion) ist eine russische naive Malerin. Andere Transkriptionen sind: Alyona Azernaya, Alyona Azernaya, Alena Azernay, Aliona Azernaia, Elena Azernaya, Aliona Aziornaya.

## Leben
1989 graduierte sie in Architektur am Sverdlovsk-Institut für Architektur (heutiger Name Staatliche Akademie für Architektur und Kunst des Uralgebiets) in Jekaterinburg, 1999 graduierte sie in Kunstgeschichte an der Staatlichen Gorki-Universität des Uralgebiets (heute Uralische Föderale Universität).
Ab 1990 arbeitete sie als Innenarchitektin und begann zu malen, seit 1996 widmet sie sich nur noch der Malerei. Im Jahr 2000 wurde Alexander Glezer, ein ehemaliger sowjetischer Dissident, Gründer des Museum of Russian Art (MoRA) in Jersey City auf ihr Werk aufmerksam, der 2001 sieben ihrer Arbeiten in die dauerhafte Sammlung des Museums aufnahm.
2003 wurde Aljona Asjornaja mit einem Artist-in-Residence-Stipendium in der Cité Internationale des Arts Paris gefördert. Sie ist Mitglied der Artists Trade Union of Russia (Künstlergewerkschaft Russlands). und macht zahlreiche Ausstellungen in Russland, Amerika, Italien und Frankreich.

## Tätigkeit

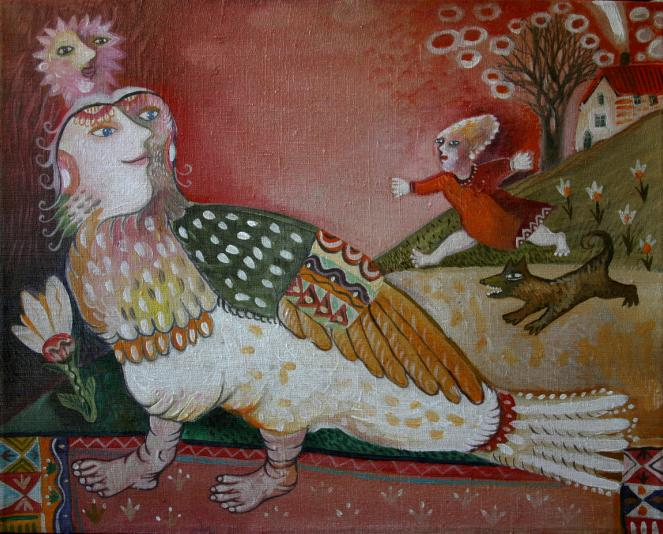
Asjornajas Bild „Weiser Vogel Sirin“ (2004)

Aljona Asjornaja ist eine Malerin des naiven Stils.
Durch ihre darstellerischen und traumhaften Kompositionen beschreibt sie eine persönliche Welt, in der slawische Mythologie, russische traditionelle Märchen und biblische Erzählungen gemischt werden. Sie vereinigt die naive Zeichnung mit ihrer Beherrschung von Farben und Motiven.  Sie werden auch sehr inspiriert durch Farben, welche in der russischen Tradition im Innern von Bauernhäusern verwendet werden bis zu Ikonen, welche die Kirchen schmücken.

## Ausstellungen (Auswahl)
- 1992 Ausstellung „Helen“ in der Bilder Galerie, (St. Petersburg, Russland)
- 1993 Ausstellung im Haus der Kunstarbeiter, (Jekaterinburg, Russland)
- 1996 Ausstellung in der Jekaterinburg Galerie für moderne Kunst (Jekaterinburg, Russland)
- 1996 Ausstellung in der Bilder Galerie, (Krasnovishersk, Russland)
- 1999 Ausstellung im Zentrum des Kunsthauses in der Crymski Val Straße, (Moskau, Russland)
- 1999 Ausstellung „Kapital“ in der Bilder Galerie, (Jekaterinburg, Russland)
- 2000 Ausstellung „Ungesehenes Russland“ Vashon Island, (Washington - Amerika)
- 2001 Permanente Sammlung im Museum für zeitgenössische russische Kunst (New Jersey - Amerika)
- 2001 Ausstellung im Global Art Venue, Seattle, (Washington - Amerika)
- 2002 Ausstellung „Staubfäden und Stempel“ im Atrium Palace Hotel (Jekaterinburg, Russland)
- 2002 Referenzen in der Yessi Ran Sammlung, (Lakewood, Colorado - Amerika)
- 2002 Ausstellung in der Kronos Gallery, Vashon Island, (Washington - Amerika)
- 2003 Ausstellung in der Internationalen Stadt der Künste (Paris, Frankreich).
- 2003 Ausstellung „Frühlings Schwärmerei“ in der Noah Ark Galerie (Jekaterinburg, Russland)
- 2004 Ausstellung auf der 3. Biennale der Modernen Kunst in der Belayaevo Galerie (Moskau, Russland)
- 2004 Ausstellung „Jagen“ (mit Anna Metelova) Philharmonia (Jekaterinburg, Russland)
- 2005 Ausstellung in der Jekaterinburg Galerie für moderne Kunst (Jekaterinburg, Russland)
- 2005 Ausstellung „Russland lebt noch“, in der Grant Galerie Soho (New York, NY - Amerika)
- 2006 Ausstellung „Wasserzeichen“ (mit Anna Metelova) Jekaterinburg Galerie für moderne Kunst (Jekaterinburg, Russland)
- 2007 Ausstellung „Christus in mir“ Jekaterinburg Museum der schönen Künste (Jekaterinburg, Russland)
- 2008 Ausstellung „Russische traditionelle Märchen“ (Geschichten) Philharmonia (Jekaterinburg, Russland)
- 2009 Ausstellung „Entstehungsgeschichte“ Museum der sverdlovsker Eisenbahnen, (Jekaterinburg, Russland)
- 2010 Ausstellung „Cannes Art Fair“ (Cannes, Frankreich)